# Carcinoma in situ
Per carcinoma in situ, detto anche carcinoma intraepiteliale, si intende una proliferazione di cellule epiteliali atipiche che presentano vari caratteri morfologici e biologici di malignità, ma non possiedono la capacità infiltrante, ossia la possibilità di invadere i tessuti situati oltre la membrana basale, né quindi i vasi sanguigni, né i vasi linfatici.

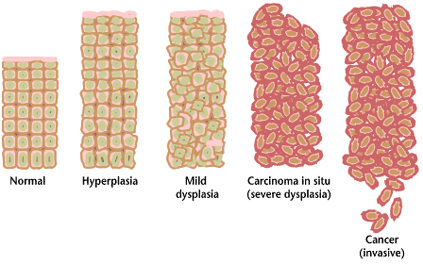
Le varie fasi con cui un tessuto normale diventa canceroso. La fase "in situ" è la penultima.

In tali condizioni è impossibile che il tumore si sia già diffuso nel resto dell'organismo (non è ancora, quindi, invasivo) ed è facilmente curabile. Nella classificazione TNM, si indica con la sigla TisN0M0 (vi sarà sempre assenza di coinvolgimento linfonodale (N0) e metastatico (M0) per quanto detto prima).
Lo stadio di questo tipo di tumore è sempre lo stadio 0.